# گامبیت (فیلم ۲۰۱۲)
گامبیت (انگلیسی: Gambit) فیلمی در ژانر کمدی به کارگردانی مایکل هافمن است که در سال ۲۰۱۲ منتشر شد.

## بازیگران
- کالین فرث
- کامرون دیاز
- آلن ریکمن
- استنلی توچی
- تام کورتنی
- کلوریس لیچمن
- سارا گلدبرگ
- سلینا کادل
- آنا اسکلرن